# Holstebro cup
Holstebro cup er en håndboldcup, der afholdes hvert år i påsken for unge håndboldspillere. Det er håndboldklubben HH90 (Holstebro Håndbold 90), der er ansvarlig for planlægning og afviklingen af cuppen.
Alle hold i aldersgruppen U10 til U18 kan deltage i cuppen uanset køn og nationalitet. Der spilles i 21 forskellige haller i Holstebro Kommune og Struer Kommune. Cuppen starter Skærtorsdag, hvor der er indmarch i Gråkjær Arena Holstebro. Langfredag starter cuppen, hvor alle hold er inddelt i forskellige puljer. Fredag aften fordeles holdene i nye puljer, alt efter hvor mange kampe holdet har vundet. Lørdag afgøres det dermed hvilke hold, der går videre til søndagens finaler.